# Spacebring
Spacebring (ранее andcards) — польская компания, создавшая программное обеспечение для коворкингов и офисных центров. Компания является лауреатом наград в Южной Корее (K-Startup Grand Challenge 2017), Польше (Poland Prize) и Чили (Start-Up Chile).
В сентябре 2019 года Spacebring совместно со Stripe запустила сервис в Польше.

## Продукты

### Spacebring
Spacebring — мультиплатформенное программное обеспечение для коворкингов и офисных центров. Сервис работает на платформах iOS, Android, а также в виде веб-приложения.
Программное обеспечение позволяет бронировать переговорные комнаты, пользоваться каталогом сообщества, подавать заявки на сервисы и преимущества, а также расширять функционал за счет интеграций с другими сервисами, такими как Zendesk, Intercom, SaltoKS, и др.
По версии онлайн-издания Coworking Resources, программное обеспечение Spacebring стало одним из лучших для коворкингов в мире в 2019 году.